# キャプテン・ノア
キャプテン・ノアは、日本の覆面レスラーである。

## 初代
初代は2012年2月19日に仙台サンプラザホールで行われた「ALL TOGETHER」に登場。新日本プロレス所属のキャプテン・ニュージャパン、全日本プロレス所属のキャプテン・オールジャパンとのタッグで天山広吉、小島聡、志賀賢太郎と6人タッグマッチで対戦。正体はプロレスリング・ノア所属のモハメド・ヨネである。

## 2代目
2015年におきた鈴木軍との抗争において、2月4日、プロレスリング・ノアの後楽園ホール大会の試合後に丸藤正道が「2月22日の後楽園ホール大会で（自身のパートナー）Xが謎のマスクマンを連れてくるぞ」と発言。2月22日の後楽園ホールで丸藤のパートナーXが矢野通であることが発表されるとともに謎のマスクマンとして登場、丸藤・矢野組のセコンドについた。試合後、リングに上がると丸藤と握手を交わしてバックステージで「3月15日、有明コロシアム、キャプテン・ノア。カミングスーンだ」と発言した。正体について丸藤は「矢野が連れてきた選手だからわからないけどキャプテン・ノアと言っている限りは俺たちの味方って信じてる。」と語った。ネット上においては新日本プロレス所属の邪道ではないかと言われてたが、邪道はTwitterで「誰だよキャプテンノアって!俺じゃねーし!」と否定している。
3月15日の有明コロシアム大会でデビューするもパートナーの石森太二が対戦相手のスペル・クレイジーに勝利したためキャプテンには直接の勝敗はついていない。。
入場曲はキャプテン・ニュージャパンのテーマ「where are you from?」（ただし曲頭のボイスは異なる）。